# Phénix (film, 2024)
 (janvier 2025).
Si vous disposez d'ouvrages ou d'articles de référence ou si vous connaissez des sites web de qualité traitant du thème abordé ici, merci de compléter l'article en donnant les références utiles à sa vérifiabilité et en les liant à la section « Notes et références ».
Pour plus de détails, voir Fiche technique et Distribution.
Phénix est un film québécois de fiction réalisé et écrit par Jonathan Beaulieu-Cyr, mettant en vedette Maxime Genois, Evelyne Brochu et Aksel Leblanc,.
Il s'agit du premier long métrage à titre individuel de Jonathan Beaulieu-Cyr, ce dernier ayant coréalisé avec Renaud Lessard (en) le docufiction Mad Dog Labine (en)(2018).
Le film a connu sa première mondiale au Festival de Cinéma de la ville de Québec (FCVQ) le 13 septembre 2024 où il a obtenu une Mention spéciale du Jury pour le Prix du Meilleur premier long métrage de fiction,.
Phénix s'est mérité le prix Gilles-Carle aux Rendez-vous Québec Cinéma (RVQC) en février 2025 ainsi que le Prix de la meilleure réalisation et le Prix de la meilleure direction photo au Whistler Film Festival en décembre 2024 ,,. 
Le film sortira au cinéma au Québec le 22 août 2025.

## Synopsis
Au milieu des années 2000, Joël Girard, un soldat charismatique et attachant, est sur le point d’être déployé en Afghanistan. Sa femme Michelle et son fils Jacob doivent apprendre à vivre avec cette nouvelle réalité : cette fois, la mission est risquée. Avec l’objectif avoué de se rapprocher de Jacob, Joël devient l’entraîneur de son équipe de soccer, les Phénix. Malgré ses efforts, un fossé se creuse entre lui et son fils. 
Phénix est une œuvre autobiographique qui nous plonge tête première dans la réalité des familles de militaire. À travers un drame intimiste et lumineux, le réalisateur nous invite à revisiter une période trouble de l’histoire canadienne.

## Fiche technique
Sources : IMDb et Films du Québec
- Titre original : Phénix
- Réalisation et scénario : Jonathan Beaulieu-Cyr (en)
- Musique : Ouri (en)
- Direction artistique : Catherine K. Pelletier
- Costumes : Guillaume Laflamme
- Photographie : Ariane Falardeau St-Amour
- Son : Samuel Gagnon-Thibodeau, Joey Simas
- Montage : Paul Chotel et Omar Elhamy
- Production : Fanny Forest
- Société de production : Sans Rancœur films
- Sociétés de distribution : h264 Distribution
- Pays de production :  Canada
- Langue originale : français
- Format : Couleur — 1,66:1
- Genre : Drame
- Durée : 90 minutes
- Date de sortie :
  - Québec : 22 août 2025

## Distribution
- Maxime Genois : Joël Girard
- Evelyne Brochu : Michelle, femme de Joël
- Aksel Leblanc : Jacob, fils de Joël
- Alexandre Landry : Patrick
- Rosemarie Sabor : Nicole
- Francis La Haye : Gino
- Maxime Desjardins-Tremblay : Sauvé
- Charles Fournier : Mason
- Étienne Lou
- Nadia Girard Eddahia
- Stéfanelle Auger : Kate

## Distinctions

### Récompenses
- 2025 : Rendez-vous Québec Cinéma (RVQC)
  - Prix Gilles-Carle

- 2024 : 13e édition du Festival de cinéma de la ville de Québec :
  - Mention spéciale du Jury - Meilleur long métrage de fiction
- 2024 : Whistler Film Festival
  - Meilleure réalisation et Meilleure direction photo